# Cloud Foundry
A Cloud Foundry egy platform szolgáltatás, amelyet a VMware fejleszt Apache licenc alatt.

## Támogatott futási környezetek
- Java 6 és Java 7
- Ruby 1.8 és 1.9
- Node.js
- Scala

## Szolgáltatások
- MySQL
- PostgreSQL
- Mongodb
- Redis
- RabbitMQ